# جوزيه لويس كاسترو كولمان
جوزيه لويس كاسترو كولمان (بالإسبانية: Jose Luis Castro Colman)‏ هو مدرب كرة قدم ولاعب كرة قدم باراغواياني، ولد في 10 نوفمبر 1985 في أسونسيون في باراغواي. لعب مع نادي برو فيرتشيلي ونادي سيتاديلا.